# Badger ILAV
O Badger ILAV é um veículo blindado de combate que também é um carro anti-mina, é também conhecido como Cougar. Produzido pela empresa Force Protection Inc. o seu chassi e produzido pela empresa Spartan Motors.

## Variações
O Cougar vem em duas configurações uma 4x4 e outra 6x6 designados para o transporte e proteção de engenheiros militares.

### Cougar H
Veículo com configuração 4x4 é uma variação resistente a minas terrestres (MRUV). A US Marine Corps adquiriu 300 modelos desta variação.

### Tempest MPV (Mine Protection Vehicle)
Versão britânica do Cougar H.

### Badger ILAV (Iraque Light Armored Vehicle)
Baseado no Cougar H e produzido pela BAE Systems para o novo exército do Iraque.

### Cougar HE
Veículo com configuração 6x6 é uma variação de busca e resposta rápida (JERRV). A US Marine Corps adquiriu 700 unidades do modelo.

### Mastiff PPV (Protection Patrol Vehicle)
Versão britânica do Cougar HE.

## Utilizadores
- Canadá
- Estados Unidos
- Iraque
- Reino Unido

| {{{caption}}}                  |
| Cougar polonês no Afeganistão. |

| {{{caption}}}             |
| Cougar destruído por IED. |

| {{{caption}}}                  |
| Cougar em teste de explosivos. |

| {{{caption}}}        |
| Um Cougar no Iraque. |